# 马里斯费尔德
马里斯费尔德（德語：Marisfeld）是德国图林根州的市镇，隶属于希尔德布格豪森县。总面积为11.51平方千米，截至2023年12月31日总人口为406人。